# Regnière-Écluse
Regnière-Écluse è un comune francese di 122 abitanti situato nel dipartimento della Somme nella regione dell'Alta Francia.

## Società

### Evoluzione demografica
Abitanti censiti